# Öffentliche Bedürfnisanstalt in der Irisgasse

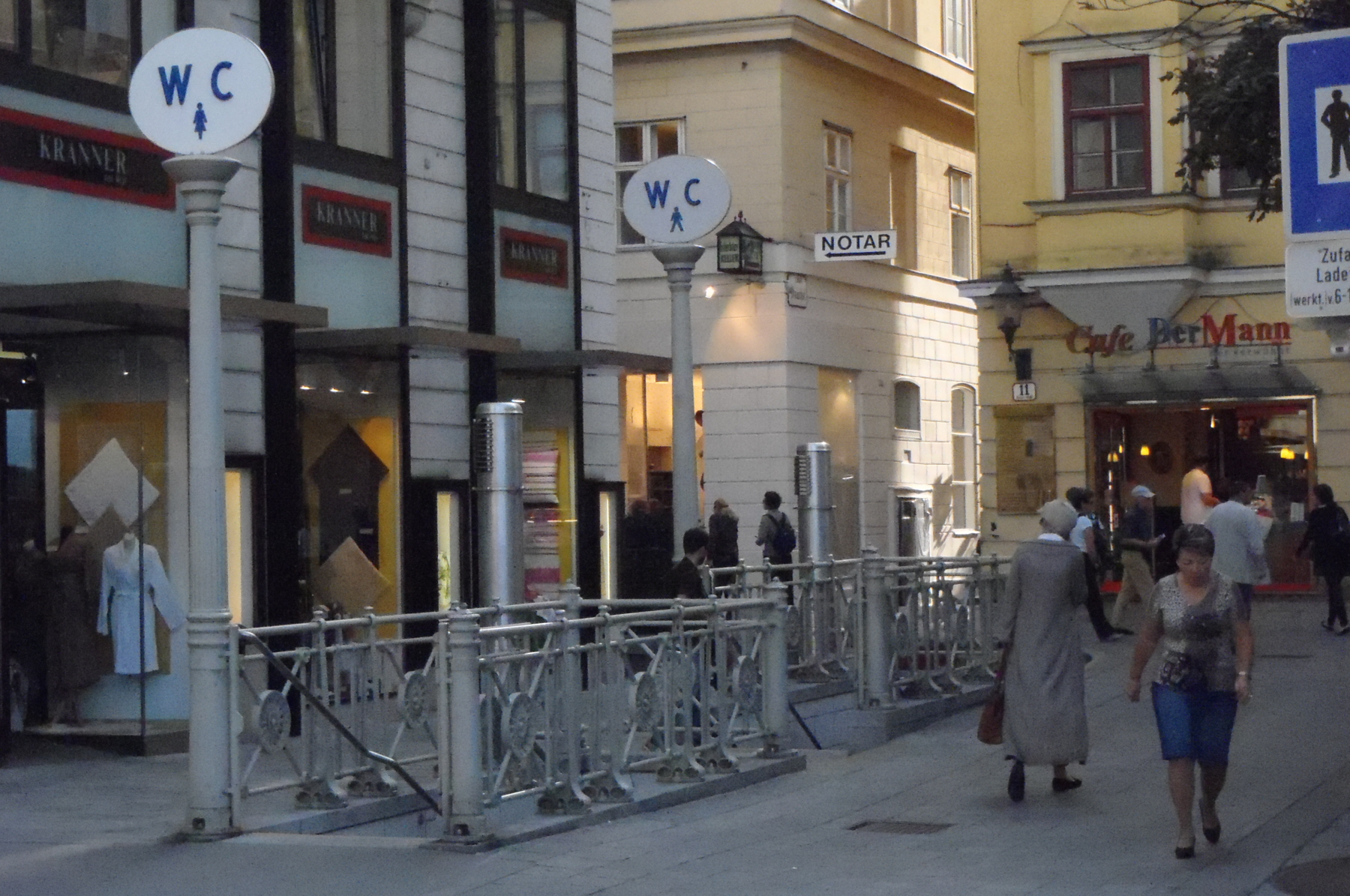
Toilettenanlage in der Irisgasse

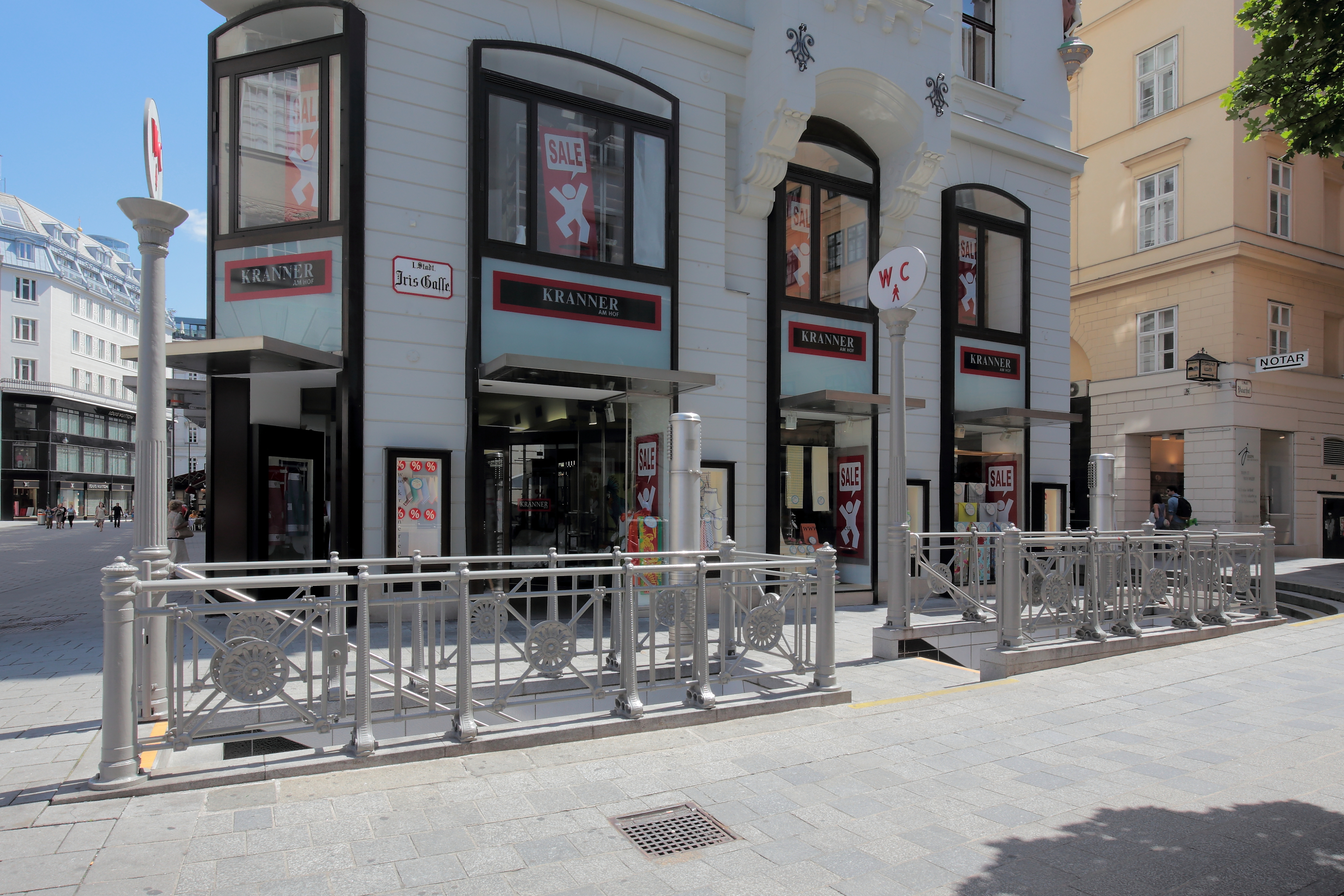
Südostansicht des oberirdischen Bereiches der Toilettenanlage

Die Öffentliche Bedürfnisanstalt in der Irisgasse ist eine unterirdische Toilettenanlage unterhalb der Irisgasse im 1. Wiener Gemeindebezirk Innere Stadt. Sie steht unter Denkmalschutz.

## Geschichte und Architektur
Diese unterirdische Bedürfnisanstalt wurde als eine der letzten WC-Anlagen von der Firma Wilhelm Beetz im Jahr 1939 entworfen. Die Abgänge zum unterirdischen Raum sind von Otto-Wagner-Geländern flankiert. In diesem unterirdischen Raum befinden sich noch die originalen Holzabteile, wobei neben dem Holz auch die Beschläge und das Zählwerk original erhalten sind. Bei den Luftauslässen handelt es sich um Repliken aus der von Otto Wagner gestalteten Wiener Postsparkasse, die anlässlich des Einbaus der neuen Lüftungsanlage 2004 installiert wurden. Die Toilettenanlage erstreckt sich beinahe über die vollständige Länge der Irisgasse, die mit 17,5 Metern die zweitkürzeste Straße Wiens ist.